# Richard Baer
Richard Baer (født 9. september 1911, død 17. juni 1963) var SS-Sturmbannführer (en rang der svarer til major) og chef for koncentrationslejren Auschwitz I fra maj 1944 til februar 1945. Han var medlem af det nazistiske parti NSDAP fra 1930 (medlemsnr. 454991) og SS (medlemsnr. 44225).
Baer var konditor, inden han trådte ind i SS i 1932, fra året efter og frem til 1943 gjorde han tjeneste i flere forskellige kz-lejre, ved Dachau, Oranienburg, Sachsenhausen og Neuengamme. I 1941 var han med i Aktion 14f13, hvor mellem 10.-20.000 gamle og svagelige fanger i kz-lejre blev myrdet, han var også med til at sørge for at sovjetiske krigsfanger blev gasset i specielle gas-kamre. Fra november 1942 til maj 1944 arbejdede han som adjudant for Oswald Pohl, lederen for Wirtschafts und Verwaltungshauptamt (WVHA). I maj 1944 bliver han udnævnt til chef kommandør for Auschwitz, hvor han bliver til februar 1945, da sovjetiske tropper trænger ind i lejren og befrier fangerne.
I årene efter Anden Verdenskrig skjulte Baer sig under en falsk identitet, han boede i Hamborg under navnet Karl Egon Neumann. Han blev afsløret i 1960, men nåede ikke at blive retsforfulgt for sine krigsforbrydelser, da han døde af hjertestop i fængslet. Nynazister har betvivlet, at Baer døde af naturlige årsager.